# Isla Guaquenám
La isla Guaquenám (en inglés Wakenaam Island) es una isla relativamente grande de aproximadamente 44 km², que se encuentra en la boca del río Esequibo, aunque bajo la soberanía de esta última), al norte de América del Sur, sus primeros colonizadores fueron los neerlandeses, el nombre Wakenaam es probablemente es de origen neerlandés, y significa literalmente "buscando un nombre", otras fuentes dicen que es de origen indígena. La isla tiene problemas de transporte tanto para entrar como para salir de ella, solo una pequeña parte de los caminos son apropiados, su economía se basa principalmente en las actividades relacionadas con la agricultura.

## Galería

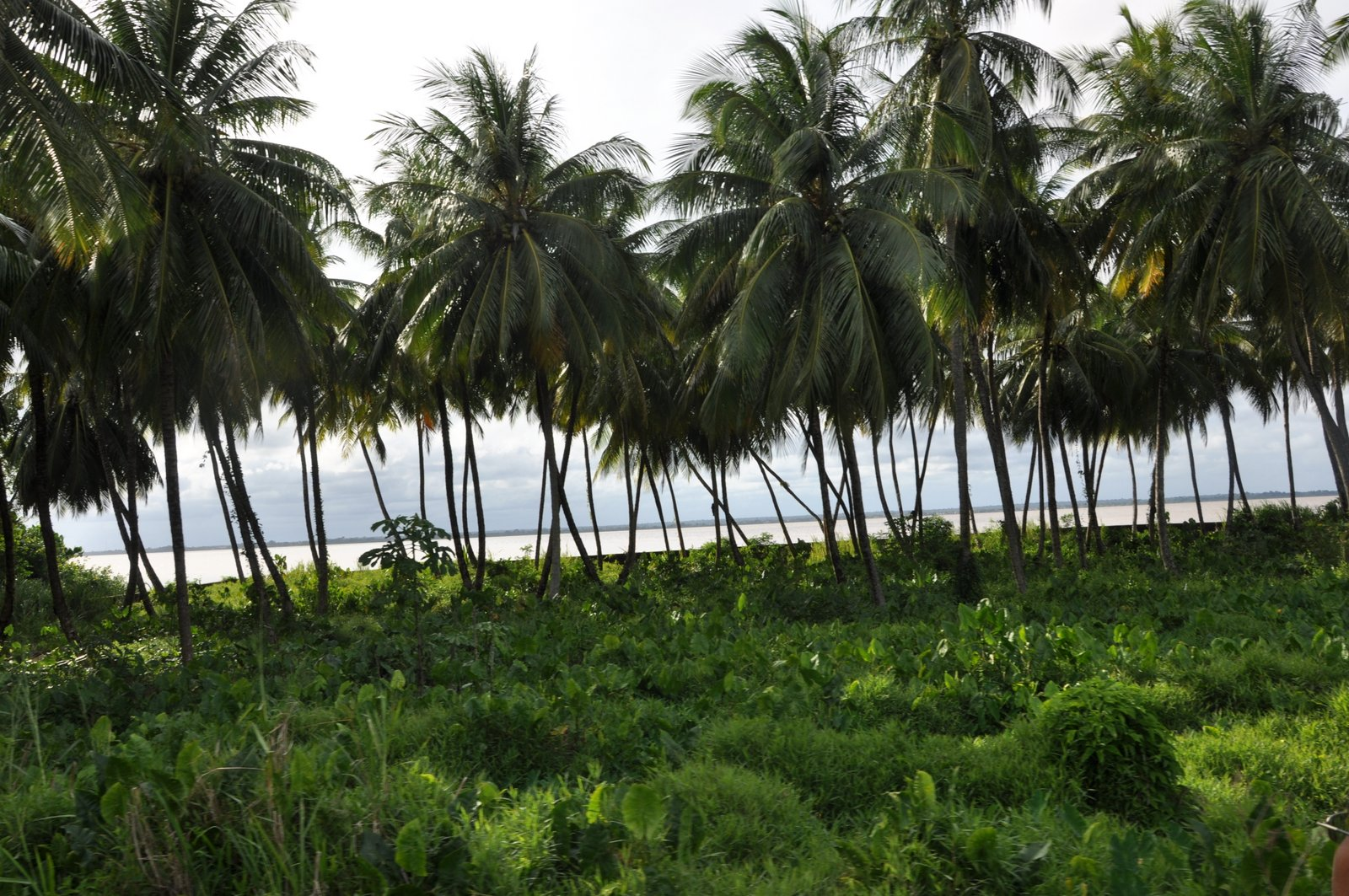
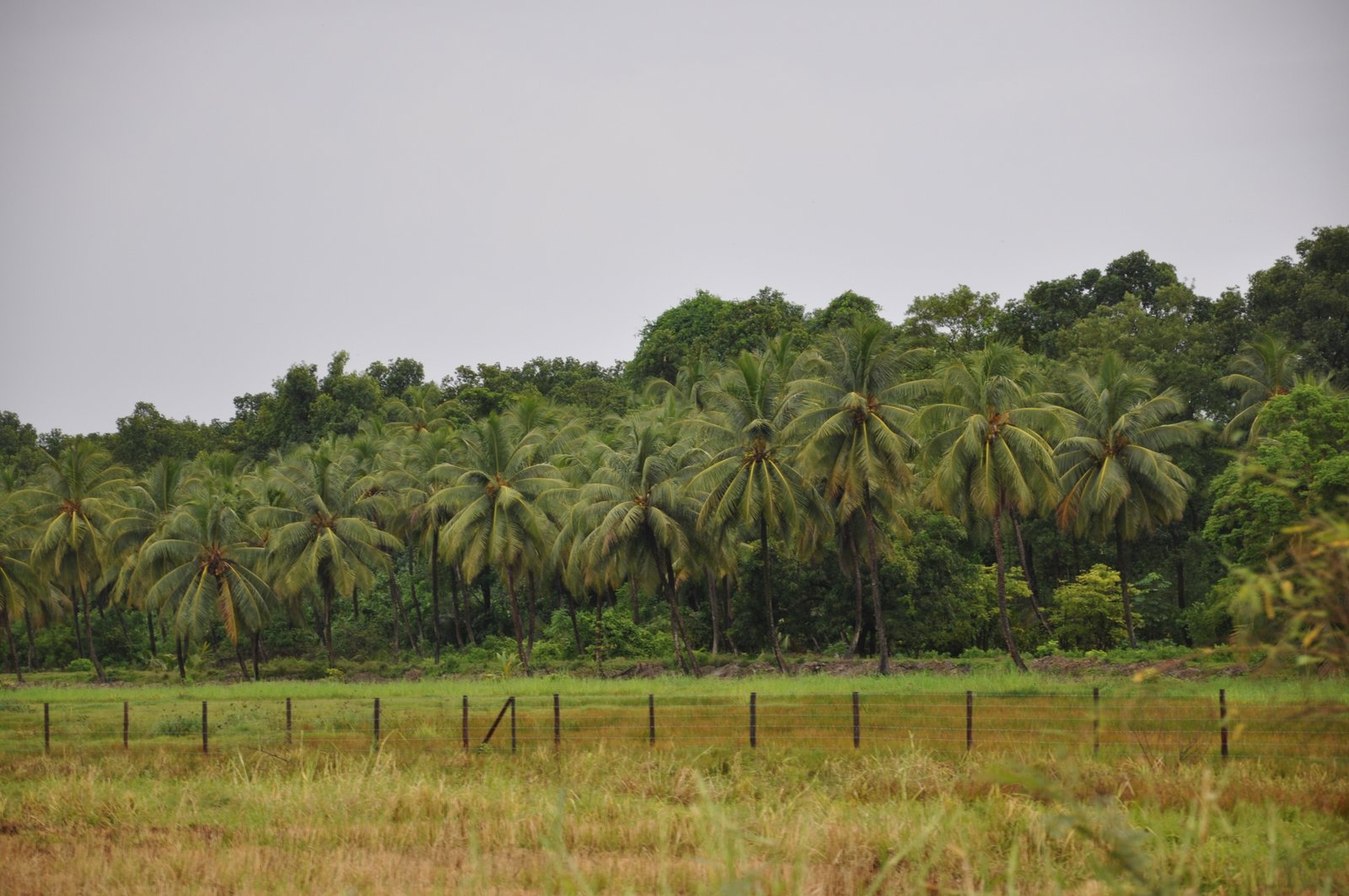
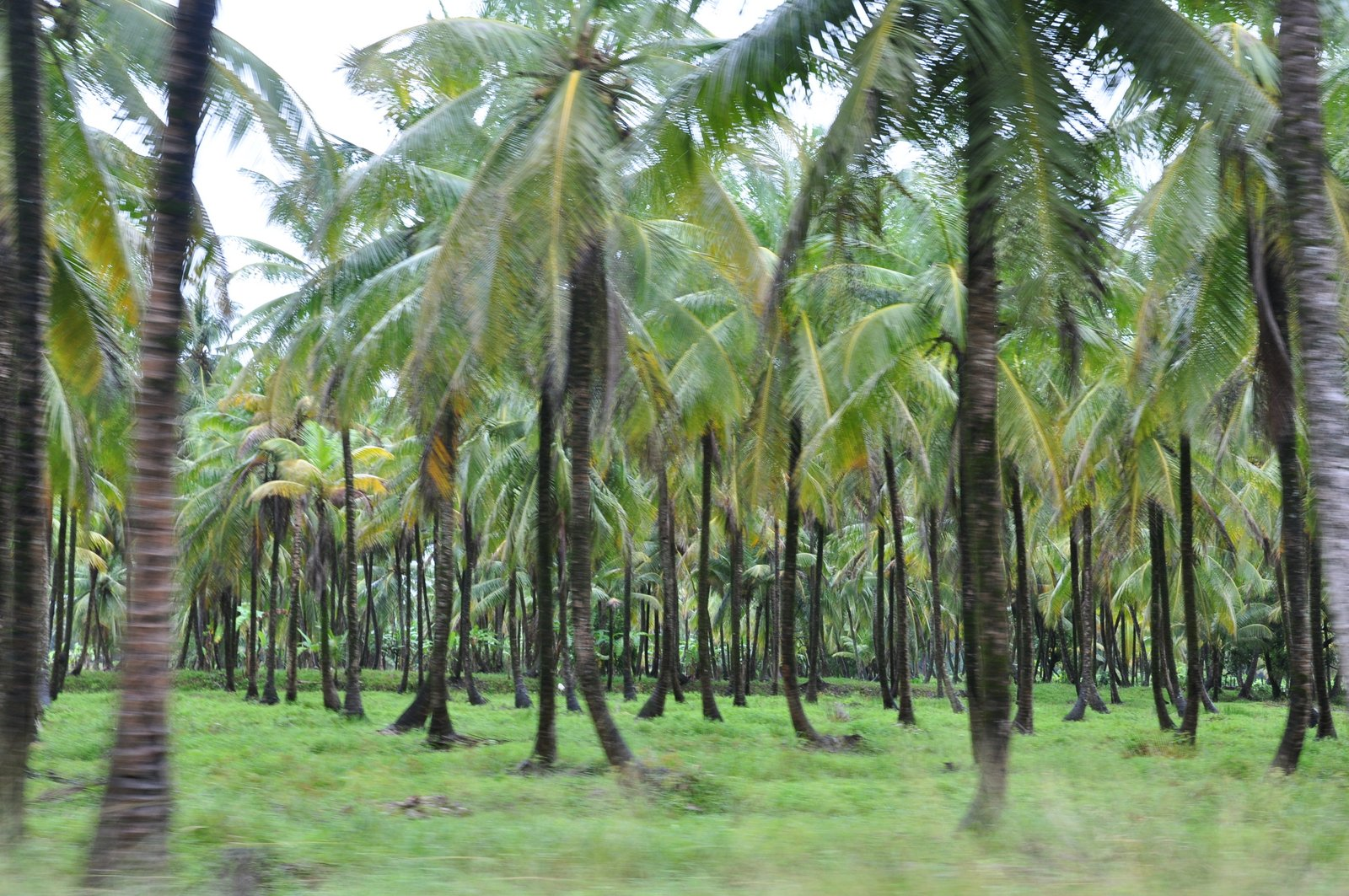
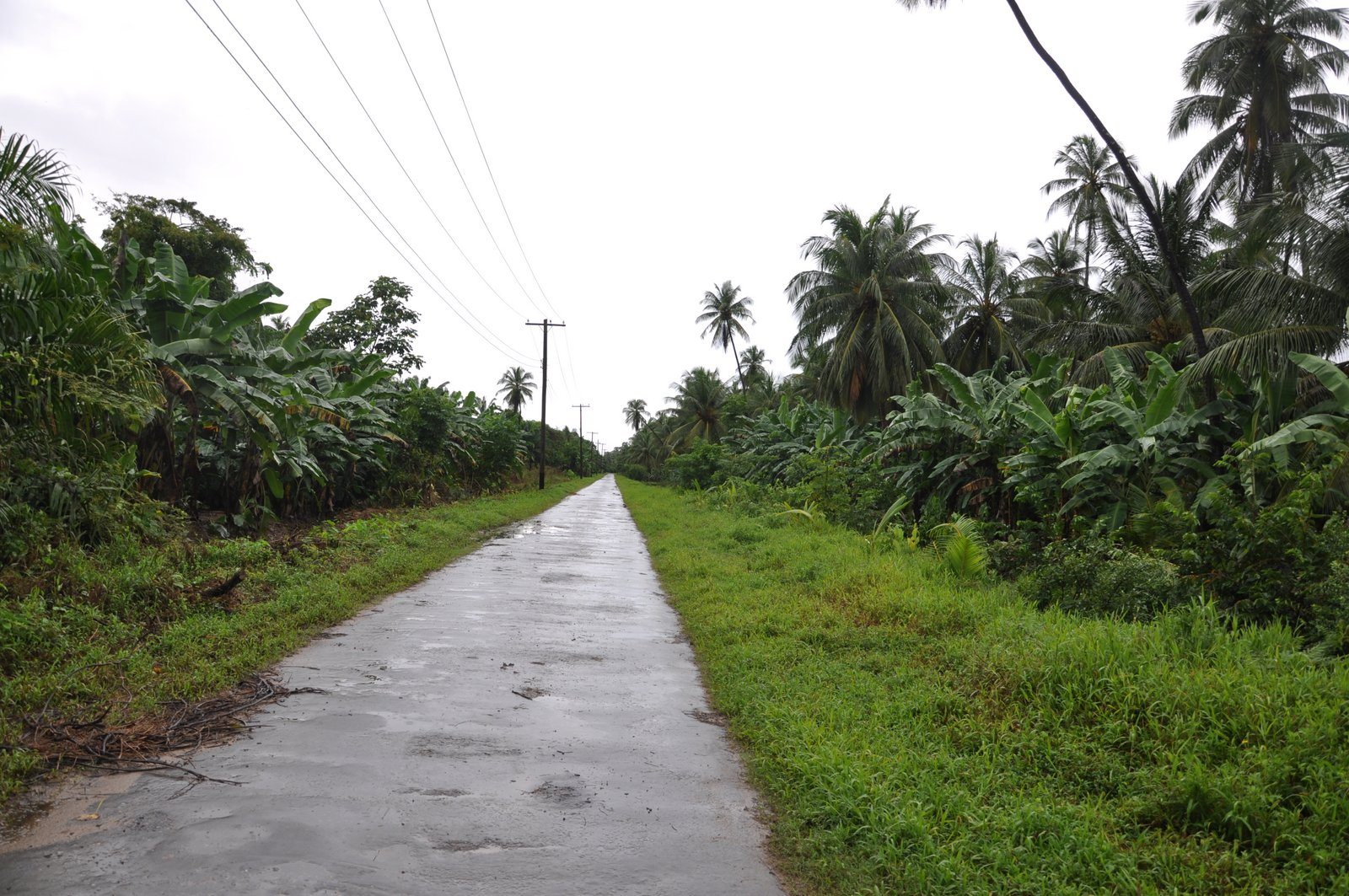
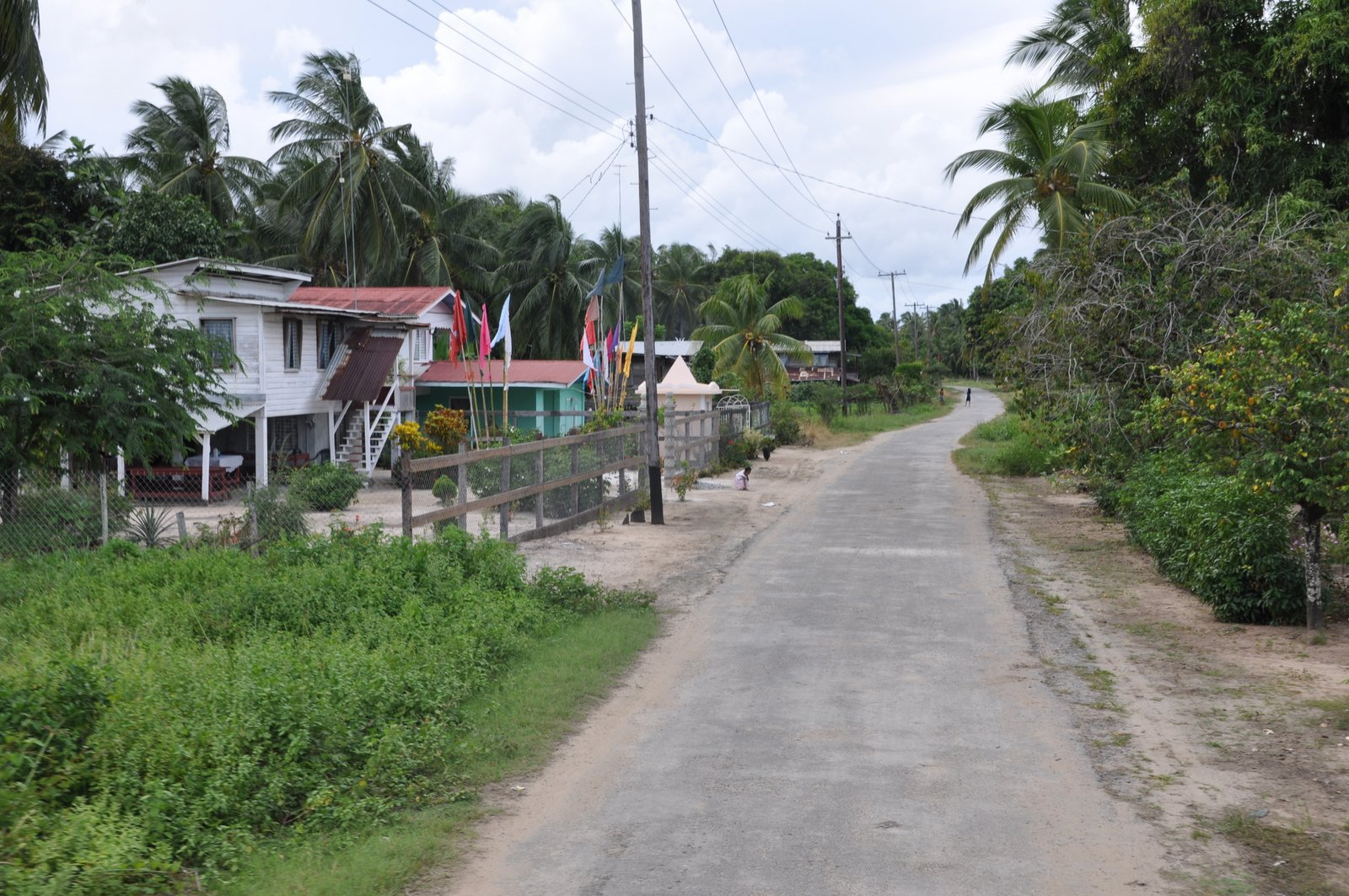